# Мюффельманн, Лео
Лео Мюффельманн (нем. Leo Müffelmann, Леопольд Мюффельманн; 1 мая 1881 года, Росток — 29 августа 1934 года, Берлин) — юрист и исполнительный директор «Ассоциации исполнительных работников» в Берлине, деятель немецкого масонства.

## Биография
Лео Мюффельманн провёл детство и юность в Ростоке. Он учился в Большой городской школе Ростока, которую окончил в 1899 году. Затем он изучал юриспруденцию в Берлине, Мюнхене и Ростоке. 15 февраля 1902 года, после защиты диссертации «Проблема свободы воли в новейшей немецкой философии» Университета Ростока, он получил степень доктора философии.
Мюффельманн принимал участие в Первой мировой войне в звании капитана. После окончания войны, 1920 годах, в Берлине, Мюффельманн продолжил коммерческую деятельность и стал заместителем исполнительного директора «Ассоциации исполнительных работников».

## В масонстве
Его отец, журналист и писатель Людвиг Мюффельманн (1853—1927), был масоном и был избран великим мастером Великой ложи Гамбурга. В 1913 году Людвиг Мюффельманн лично посвятил сына в гамбургскую ложу «Humanitas», куда также был посвящён его брат Рональд.
После Первой мировой войны немецкое масонство было привержено бескомпромиссному национализму. Их работа по связям с общественностью была направлена на улучшение отношений с растущими правами националистов и позиционирование немецкого масонства как идеологической единицы.
Строго националистический курс столкнулся с сопротивлением в братстве и привёл к дальнейшему расколу немецкого масонства. Либеральное и международное движение, к которому принадлежал Мюффельманн, создало Комитет Бланчли германской лиги для Лиги Наций, который был близок к Великой ложе к Солнцу. В состав этого комитета вошли Людвиг и Лео Мюффельманн и Ялмар Шахт. Но международные идеалы этой группы были отвергнуты немецкими великими ложами.
В 1928 году Лео Мюффельманн принял участие в Международном масонском конгрессе в Белграде и обменялся там с великим мастером ВВФ Грусье масонским приветствием, которое было истолковано, как провокация националистически настроенных масонов и оскорбление националистических сил в Германии. В результате великая ложа исключила его из своих рядов. После чего Мюффельман присоединился к одной из лож Великой ложи Вены и достиг в ней в 1929 году 33 градуса Древнего и принятого шотландского устава.
В 1930 году 600 масонов, которые не видели для себя смысла нахождения в существующих национальных великих ложах, основали в Гамбурге Символическую великую ложу Германии и стали добиваться признания Объединённой великой ложи Англии. Они выполнили все условия для признания ОВЛА и впоследствии были признаны иностранными великими ложами в качестве единственной регулярной великой ложи в Германии. Первым великим мастером СВЛГ стал Лео Мюффельманн. В 1932 году СВЛГ уже насчитывала 1200 масонов в 26 ложах.
После национал-социалистического захвата власти усилилось давление на всех немецких масонов. Они подвергались остракизму как национальные предатели действующие в интересах мирового капитализма. Примерно в 1932 году, великий мастер масонской конфедерации «К восходящему Солнцу» Макс Зебер, призвал к интеллектуальному сопротивлению нацистскому режиму. Несколько немецких великих лож пошли на сговор с нацистами в 1933 году, что было категорически отвергнуто масонской конфедерацией «К восходящему Солнцу» и Символической великой ложей Германии. 15 апреля 1933 года эти великие ложи были распущены их великими мастерами — Зебером и Мюффельманом. В том же году так называемые «гуманитарные» великие ложи Байройта, Дармштадта, Франкфурт-на-Майне и Гамбурга также прекратили свои работы. Тем не менее, остальные пять немецких великих лож не последовали их примеру, а изменили свои названия на немецко-христианские ордена без упоминания о масонстве. Они хотели избежать роспуска, поэтому принудительно адоптировали свои ритуалы, символику и учение к веяниям в политике. Но и это не помогло и в 1935 году они всё равно были закрыты.
После роспуска СВЛГ, весной 1933 года, Мюффельманн вывез архив великой ложи в Палестину, и пребывая там, 3 июля 1933 года, провёл учредительное собрание «Символической великой ложи Германии в изгнании». В августе 1933 года он был в Ден-Гааге, на конгрессе всеобщей масонской лиги.
5 сентября 1933 года, после допроса, Лео Мюффельманн был арестован гестапо и отправлен в концентрационный лагерь Зонненбург. В своём дневнике он описал 3 месяца пребывания в лагере, с сентября по ноябрь 1933 года. 15 ноября 1933 года в Иерусалиме прошёл ритуал «Внесения света» «Символической великой ложи Германии в изгнании» без участия Мюффельманна. 26 ноября 1933 года, по ходатайству Ялмара Шахта (министр финансов) его освободили по состоянию здоровья. В апреле 1934 года он снова уехал в Иерусалим, где инсталлирован четвёртую ложу СВЛГ «Ливан» и был объявлен пожизненным великим мастером СВЛГ.
Таким образом, это была единственная немецкая масонская великая ложа, которая продолжила свои работы после окончательного запрета масонства национал-социалистической диктатурой в 1935 году, так как даже немецко-христианские ордена также были закрыты в 1935 году.
Символическая великая ложа Германии, которую он спас, реинсталлировав её в Иерусалиме, и Великая ложа Гамбурга, чьи ложи продолжили работы в Вальпараисо, в Чили, вернулись обратно в Германию и приняли участие в создании Объединённой великой ложи Германии 19 июня 1949 года.

## Смерть
Мюффельманн вернулся в Германию в августе 1934 года, несмотря на ухудшающееся состояние здоровья. 29 августа 1934 года, Лео Мюффельманн скоропостижно скончался, из-за проблем со здоровьем, полученных в ходе избиений и пыток в концентрационном лагере. Он был похоронен на кладбище «Wilmersdorfer Waldfriedhof Stahnsdorf».

## Память
В память о Лео Мюффельманне, 1 апреля 1987 года в Мюнстере (Вестфален) была основана ложа ДПШУ «Мюффельманн к долгу и верности», а 31 августа 1996 года была создана ложа «Мюффельманн к верности». Основанная после смерти Лео Мюффельманна в Тель-Авиве ложа «Мюффельманн к верности» № 29 находится под юрисдикцией Великой ложи государства Израиль и работает на немецком языке.